# شارلوت ماريا تاكر
شارلوت ماريا تاكر (بالإنجليزية: Charlotte Maria Tucker)‏ (8 مايو 1821 في المملكة المتحدة - 2 ديسمبر 1893، أمريتسار في الهند)؛ كاتِبة مُتخصِّصة في أدب الأطفال، مبشرة وشاعرة بريطانية.